# Li Jianbo
Li Jianbo, född 14 november 1986, är en friidrottare från Kina. Han deltog vid olympiska sommarspelen 2008 och olympiska sommarspelen 2012.